# Franz Viereckl
Franz Viereckl (25. dubna 1892 Krásný Dvůr – 30. ledna 1968) byl československý politik německé národnosti a meziválečný poslanec Národního shromáždění za Německý svaz zemědělců (Bund der Landwirte), později za Sudetoněmeckou stranu.

## Biografie
Profesí byl rolníkem. Podle údajů z roku 1935 bydlel v Krásném Dvoře. Byl krajským funkcionářem BdL v severovýchodní části Chebska.
V parlamentních volbách v roce 1929 se stal poslancem Národního shromáždění. Mandát obhájil v parlamentních volbách v roce 1935. Po sloučení Německého svazu zemědělců se Sudetoněmeckou stranou přešel v březnu 1938 do jejího poslaneckého klubu. Poslanecké křeslo ztratil na podzim 1938 v souvislosti se změnami hranic Československa.